# Oman-Wildschaf
Das Oman-Wildschaf (Ovis arabica) ist eine Wildschaf-Art, die in Oman auf der Arabischen Halbinsel vorkommt.

## Merkmale
Beim Holotypus beträgt die Kopf-Rumpf-Länge 100 cm und die Schwanzlänge 11 cm. Die Schädellänge beträgt 243 mm. Der Schädel ist relativ breit und kurz, das Nasenbein relativ lang (39 % der Schädellänge), die Hirnschale schmal, die Zahnreihe kurz. Die Hörner sind umgedreht, spiralförmig gedreht. Die Hornlänge beträgt 720 mm, der Basalumfang 200 mm, die Hornspreizung 500 mm. Im Querschnitt sind die Hörner dreieckig. Die Stirnfläche ist schmal, die Nackenfläche konkav. Es gibt eine leichte Abwinkelung am Außenrand der Hörner, noch schwächer am Innenrand. Die Hornfarbe ist graubraun. Die Fellfarbe ist kastanienbraun. Die Wangen haben rötliche Flecken. Der Bart ist lang, weiß und schmal und reicht bis zu den Ecken des Unterkiefers, wo er auf beiden Seiten mit dunkelbraunen Streifen gesäumt ist. Das Oman-Wildschaf ein relativ kleines Wildschaf, wobei die Hörner der Männchen robust und weit auseinanderliegend sind. Die weiblichen Tiere sind hornlos oder haben sehr kurze Hörner. Der kurze Schwanz hat eine schwarze Spitze.

## Systematik
Das Oman-Wildschaf wurde ursprünglich als Unterart von Ovis ammon beschrieben, basierend auf einem adulten Männchen (eines von fünf gesehenen), das im Wadi Kharbora, 35 km westlich von Kharbora, Oman, dokumentiert wurde. Ein zweites Exemplar wurde in der Region Hatta, Oman, gefangen. Ein lebendes Exemplar wurde als Lamm aus dem Sharawrah-Gebiet am südöstlichen Rand der Rub al-Chali in Saudi-Arabien mitgebracht. Das Typusexemplar ist aufgrund der Hornform und -abmessungen sowie der Merkmale des Fells eng mit dem Afghanischen Urialschaf (Ovis cycloceros) verwandt. Es hat eine überwiegend weiße Halskrause und die Hörner sind sichelförmig. Auf einem Foto, das ein lebendes Exemplar im Erwachsenenalter zeigt, sind Ähnlichkeiten mit dem Laristan-Wildschaf (Ovis laristanica) zu erkennen. Es hatte eine überwiegend schwarze Halskrause. Es besteht jedoch die Möglichkeit, dass die auf der Arabischen Halbinsel beobachteten freilaufenden Wildschafe von Exemplaren abstammen, die aus dem südlichen Iran und Pakistan stammen und im Heimtierhandel an private Besitzer verkauft wurden.
In der Region Hatta wurden zwei weibliche Exemplare gefangen und daraufhin in eine private Sammlung überführt, wo sie mit Wildschafen aus Laristan, Iran, hybridisierten.
2011 schlugen Colin Groves und Peter Grubb einen Artstatus für das Oman-Wildschaf vor. Im selben Jahr wurde dieser taxonomische Status auch im Handbook of the Mammals of the World anerkannt.

## Lebensraum
Das Oman-Wildschaf bewohnt Wüsten in bergigem Gelände.

## Lebensweise
Die Lebensweise des Oman-Wildschafes ist nur wenig studiert. Die Nahrung besteht hauptsächlich aus Gräsern. Es werden wahrscheinlich ein oder zwei Junge pro Jahr, nach einer Tragezeit von 5 bis 6 Monaten, geboren. Das Oman-Wildschaf ist in der Dämmerung oder in den frühen Morgenstunden aktiv, während es in der Hitze des Tages ruht. Wie andere Wildschafe ist es wahrscheinlich ebenfalls gesellig.

## Status
Das Oman-Wildschaf wird in der IUCN Red List als Unterart von Ovis vignei geführt  und in der Kategorie „unzureichende Datenlage“ (data deficient) klassifiziert. Es liegen keine neueren Informationen über das Vorkommen von Wildschafen im Jebal-Akhdar-Gebirge im Norden Omans vor, das dem Urial zugeschrieben wurde. Diese Population wird im Werk CIC Caprinae Atlas von Gerhard R. Damm und Nicolas Franco (2014) nicht erwähnt, und es ist nicht bekannt, ob sie noch existiert und welchen Ursprung sie hat (autochthon oder eingeführt). Die Bejagung ist definitiv ein Problem; das Typusexemplar wurde von einem Jäger erlegt.